# Karsin (gromada)
Karsin – dawna gromada, czyli najmniejsza jednostka podziału terytorialnego Polskiej Rzeczypospolitej Ludowej w latach 1954–1972.
Gromady, z gromadzkimi radami narodowymi (GRN) jako organami władzy najniższego stopnia na wsi, funkcjonowały od reformy reorganizującej administrację wiejską przeprowadzonej jesienią 1954 do momentu ich zniesienia z dniem 1 stycznia 1973, tym samym wypierając organizację gminną w latach 1954–1972.
Gromadę Karsin z siedzibą GRN w Karsinie utworzono – jako jedną z 8759 gromad na obszarze Polski – w powiecie chojnickim w woj. bydgoskim, na mocy uchwały nr 24/5 WRN w Bydgoszczy z dnia 5 października 1954. W skład jednostki weszły obszary dotychczasowych gromad Karsin (bez enklawy Popia Góra) i Bąk (bez stacji kolejowej Bąk, którą włączono do nowo utworzonej gromady Konarzyny w powiecie kościerskim w woj. gdańskim) ze zniesionej gminy Karsin w tymże powiecie. Dla gromady ustalono 25 członków gromadzkiej rady narodowej.
31 grudnia 1961 do gromady Karsin włączono obszar zniesionej gromady Osowo oraz wsie Miedzno, Uroża, Odry i Wojtal ze zniesionej gromady Odry w tymże powiecie.
1 stycznia 1969 do gromady Karsin włączono obszar zniesionej gromady Wiele w tymże powiecie.
Gromada przetrwała do końca 1972 roku, czyli do kolejnej reformy gminnej. 1 stycznia 1973 w powiecie chojnickim reaktywowano gminę Karsin (od 1999 gmina Karsin znajduje się w powiecie kościerskim).